# Lechytia indica
Lechytia indica är en spindeldjursart som beskrevs av E.N. Murthy och Taracad Narayanan Ananthakrishnan 1977. Lechytia indica ingår i släktet Lechytia och familjen Lechytiidae. Inga underarter finns listade i Catalogue of Life.